# Rhynchoconger ectenurus
Rhynchoconger ectenurus är en fiskart som först beskrevs av Jordan och Richardson, 1909.  Rhynchoconger ectenurus ingår i släktet Rhynchoconger och familjen havsålar. Inga underarter finns listade i Catalogue of Life.